# مهدی بن سلیمان
مهدی بن سلیمان (عربی: مهدی بن سلیمان؛ زادهٔ ۱ ژانویهٔ ۱۹۷۴) یک بازیکن فوتبال اهل تونس است.
وی همچنین در تیم ملی فوتبال تونس بازی کرده‌است.